# Wilmot Redd
Wilmot Redd (principios del siglo XVII-22 de septiembre de 1692, Salem (hoy Danvers), Massachusetts) fue una mujer acusada de brujería y ejecutada durante los Juicios de Salem. Fue la única persona ejecutada de Marblehead.

## Vida
Nació en Marblehead (Massachusetts) y su esposo Samuel Redd, era pescador. Wilmot era una septuagenaria pobre conocida por su mal carácter, pero para sus vecinos era más una chismosa entrometida que una bruja.
Fue detenida el 28 de mayo de 1692 y trasladada a Salem Village, acusada de cometer actos de brujería sobre Mary Walcott, Mercy Lewis y otros.
Su primer examen fue el día 31 de mayo y las niñas cayeron en ataques ante su presencia. Cuando se le preguntó si no le preocupaba verlas tan doloridas, ella dijo "No puedo decirlo", al insistirle, declaró: "Mi opinión es que están en una condición triste".
Fue condenada y ejecutada en el último grupo en ser ahorcado, el 22 de septiembre de 1692.